# Liège-Bastogne-Liège 2009
95. edycja kolarskiego wyścigu Liège-Bastogne-Liège odbyła się 26 kwietnia 2009 roku. Wyścig wygrał zawodnik z Luksemburga, Andy Schleck z grupy Team Saxo Bank, dla którego było to pierwsze zwycięstwo w tym wyścigu.
Decydujący atak Andy Schleck przypuścił na podjeździe Roche aux Faucons, 20 km przed metą, gdzie doścignął, a następnie zostawił Belga Philippe'a Gilberta. Na ostatnim podjeździe miał już minutę przewagi nad grupą pościgową zawodników. Tę przewagę utrzymał aż do mety, w czym duża zasługa jego kolegów z ekipy Saxo Bank. Andy Schleck jest pierwszym Luksemburczykiem na liście zwycięzców od 1954 roku, wówczas triumfował Marcel Ernzer.

## Trasa
Wystartowało 200 kolarzy (bez zawodników polskich), a ukończyło 119. Trasa liczyła 261 km. Start i meta wyścigu miała miejsce w Liège.

## Wyniki
| M-ce | Imię i nazwisko      | Kraj       | Drużyna                          | Czas         |
| ---- | -------------------- | ---------- | -------------------------------- | ------------ |
| 1.   | Andy Schleck         | Luksemburg | Team Saxo Bank                   | 6h 34min 32s |
| 2.   | Joaquim Rodríguez    | Hiszpania  | Caisse d'Epargne                 | + 1.17       |
| 3.   | Davide Rebellin      | Włochy     | Diquigiovanni-Androni Giocattoli | + 1.24       |
| 4.   | Philippe Gilbert     | Belgia     | Silence-Lotto                    | + 1.24       |
| 5.   | Siergiej Iwanow      | Rosja      | Team Katusha                     | + 1.24       |
| 6.   | Simon Gerrans        | Australia  | Cervélo TestTeam                 | + 1.24       |
| 7.   | Damiano Cunego       | Włochy     | Lampre                           | + 1.24       |
| 8.   | Benoît Vaugrenard    | Francja    | La Française des Jeux            | + 1.24       |
| 9.   | Aleksander Kołobniew | Rosja      | Team Saxo Bank                   | + 1.24       |
| 10.  | Samuel Sánchez       | Hiszpania  | Euskaltel-Euskadi                | + 1.24       |